# کوروشیما میچیفوسا
کوروشیما میچیفوسا (به ژاپنی: 来島 通総 Kurushima Michifusa); ۱ ژانویهٔ ۱۵۶۲ – ۲۶ اکتبر ۱۵۹۷) دایمیو،  سامورایی در دوره سنگوکو و دوره آزوچی-مومویاما، اهل ژاپن بود. وی یکی از فرماندهان در تهاجم ژاپن به کره (۱۵۹۸–۱۵۹۲) بود. در این نبرد هفت ساله تنها دایمیویی بود که کشته شد.